# Гаргалло
Гаргалло, Ґарґалло (італ. Gargallo, п'єм. Gargal) — муніципалітет в Італії, у регіоні П'ємонт,  провінція Новара.
Гаргалло розташоване на відстані близько 540 км на північний захід від Рима, 95 км на північний схід від Турина, 35 км на північний захід від Новари.
Населення — 1857 осіб (2014).
Щорічний фестиваль відбувається 29 червня. Покровитель — святий Петро.

## Демографія
Населення за роками:

Станом на 1 січня 2023 року в муніципалітеті офіційно проживало 110 іноземців з 18 країн, серед них 18 громадян країн Євросоюзу та 26 громадян України.

## Сусідні муніципалітети
- Боргоманеро
- Гоццано
- Маджора
- Соризо